# Кроль, Абрам Иосифович
Абрам Иосифович Кроль (1 мая 1913, Дзержинск — 3 февраля 1990, Минск) — советский живописец. Член Союза художников СССР.

## Биография
Абрам Кроль родился 1 мая 1913 года в Дзержинске.
В 1932 году окончил Витебское художественное училище.
Участник Великой Отечественной войны.
Работал в жанрах пейзажа и сюжетно-тематической линии.

## Основные работы
- Конец зимы (1955)
- Иней (1960)
- Брестское шоссе (1961)
- Утро (1963)
- Белорусский простор (1961)
- Белорусский пейзаж (1968)
- Рождение республики (1968)
- Новый Минск (1969)
- Земля (1972)
- Логойщина (1977)
- Земля колхозная. Браславщина (1981)
- Край белорусский (1982)
- Июнь 41-го (1982)
- Партизаны Минщины (1984)

1. ↑  Подвиг народа. Дата обращения: 14 октября 2022. Архивировано 14 апреля 2010 года.